# Zerba
Zerba (emilián nyelven Ṡèrba) település Olaszországban, Emilia-Romagna régióban, Piacenza megyében. Lakosainak száma 71 fő (2023. január 1.). Zerba Brallo di Pregola, Cabella Ligure, Fabbrica Curone, Ottone, Santa Margherita di Staffora és Cerignale községekkel határos.

## Népesség
A település lakossága az elmúlt években az alábbi módon változott:
| Lakosok száma | 78   | 77   | 71   |
|               | 2017 | 2018 | 2023 |